# گرینم، آلبرتا

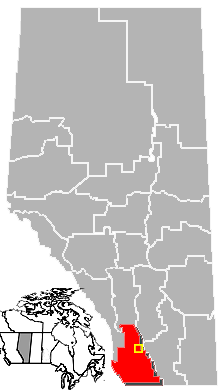
محل گرینوم

گرینم، آلبرتا (به انگلیسی: Granum, Alberta) یک منطقهٔ مسکونی در کانادا است که در آلبرتا واقع شده‌است. گرینم ۴۰۶ نفر جمعیت دارد و ۹۹۱ متر بالاتر از سطح دریا واقع شده‌است.